# 1504年
| 千纪： | 2千纪 |
| 世纪： | 15世纪 \| 16世纪 \| 17世纪                                                                                 |
| 年代： | 1470年代 \| 1480年代 \| 1490年代 \| 1500年代 \| 1510年代 \| 1520年代 \| 1530年代                           |
| 年份： | 1499年 \| 1500年 \| 1501年 \| 1502年 \| 1503年 \| 1504年 \| 1505年 \| 1506年 \| 1507年 \| 1508年 \| 1509年 |
| 纪年： | 甲子年（鼠年）；明弘治十七年；越南景統七年，泰貞元年；日本文龜四年，永正元年                               |

## 大事记
- 甲子士禍，朝鮮王朝第十代君主燕山君對文士進行第二次大規模肅清。
- 亞拉岡王國的斐迪南二世的大將岡薩羅·費爾南德斯·德·科爾多瓦從法國手中奪取了那不勒斯，並兼併西西里。
- 2月29日：哥倫布聲稱當日的月全食是神憤怒造成，迫使牙买加土著居民繼續為他和船員供應補給。
- 11月7日——哥伦布返航西班牙聖盧卡爾，結束最後一次遠航。
- 巴布爾趁阿富汗內亂之機，率领300名部下攻占喀布尔。
- 阿爾瓦王國滅亡，豐吉人建立丰吉苏丹国，首都森纳尔。

## 出生
- 庇護五世（1504年1月17日－1572年5月1日）

## 逝世
- 伊莎貝拉一世，西班牙卡斯蒂利亞女王。
- 卡西姆·巴里迪，印度德干蘇丹國中比達爾王國奠基人。